# Burgruine Birkenstein (Eichsfeld)
Als Burgruine Birkenstein werden Reste von Höhenburgen auf dem Höhenzug Dün im thüringischen Eichsfeldkreis angesprochen. Die 1256 erstmals urkundlich erwähnte Burg wurde im 13. Jahrhundert an das Kurfürstentum Mainz verkauft.
Im Ergebnis der Feldforschung wurde in den 1970er-Jahren eine als „Birkenstein II“ bezeichnete Burgstelle, kaum 300 Meter von der Hauptburg entfernt, vom Museum für Ur- und Frühgeschichte Weimar untersucht.

## Lage
Die beiden Burgstellen Birkenstein befinden sich an der Westflanke auf dem nördlichen Teil des Wingert genannten Höhenzuges ungefähr einen Kilometer südlich des Ortes Birkungen im Landkreis Eichsfeld.
Die Burgen waren Teil eines Systems hochmittelalterlicher Befestigungsanlagen, die das Umland von Dingelstädt beherrschte, zu dem auch das spätere Kloster Reifenstein gehört.

## Befunde

### Birkenstein I
Die Hauptburg Birkenstein I befindet sich in Hanglage, ein Steinbruch hat das Burggelände bereits im 19. Jahrhundert stark verändert. Eine Vermessung der Baureste ergab ein Viereck von 70 × 50 Meter Kantenlänge mit abgerundeten Ecken. Die Wälle und Gräben sind nur auf der Bergseite deutlicher erkennbar. Oberirdische Mauerreste wurden vermutlich von den Steinbrucharbeitern abgetragen. Die wissenschaftliche Grabung fand im südöstlichen Teil der Burgfläche noch Gebäudestrukturen und Keramikreste. Hohlziegel und Brandschutt bedecken den Hang unterhalb der Burgstelle.

### Birkenstein II
Die zuvor unbekannte Anlage wurde in den 1980er Jahren von Bodendenkmalpflegern gemeldet und befindet sich 300 m nordöstlich der Anlage Birkenstein I. Die Gräben bilden ein Viereck mit abgerundeten Ecken, die Ausdehnung beträgt 19 × 17 Meter. Der bereits teilweise zugerutschte Graben hat eine Restbreite von 3 m im Sohlenbereich. Im Nordosten liegt ein vorgelagerter Wall in Richtung auf den Berghang. Die angrenzende eingeebnete Fläche könnte mit Gebäuden bebaut gewesen sein.

## Geschichte
Im Jahr 1035 verkauft Kaiser Konrad II. dem Kloster Fulda ein Gut in „loco Birkene in germara marca in comitatu Lutgeri comitis“, ob damit aber das hiesige Birkungen gemeint ist, ist nicht erwiesen.
Die erste Erwähnung des Ortes Birkungen fand im Jahr 1191 durch eine Schenkungsurkunde an das Zisterzienserkloster Reifenstein statt, bei der als Zeugen Bürger des Ortes „Bircunchen“ anwesend waren. Schon 1206 wird ein Reinher von Birkenstein erwähnt, die Burg Birkenstein selbst erst 1256 durch eine Schenkung an das Kloster Reifenstein durch Ernst von Birkenstein. Die Größe von 50 × 70 Meter spricht aber für ein höheres Alter der Anlage bis ins 9./10. Jahrhundert. Im 13. Jahrhundert war die Burg Birkenstein im Besitz der Grafen von Gleichenstein. Diese standen im Dienst der Erzbischöfe von Mainz. Sie verfügten dadurch über große Gebiete Thüringens, vor allem in der Gegend um Erfurt und im Eichsfeld. 1287 wurden die Burgen Birkenstein, Gleichenstein und Scharfenstein an Mainz verpachtet und schließlich 1294 infolge hoher Verschuldung der Grafen von Gleichen dem Kurfürsten Gerhard II. von Eppstein verkauft. Damit ging der Verkauf des Eichsfeldes an das Kurfürstentum Mainz einher, das bis zur Säkularisation 1802 auch eine Mainzer Exklave blieb. 1323 soll die Burg noch in einem guten Zustand gewesen sein. Die unten stehende Sage berichtet von der Zeit des Bauernkrieges, doch kann man davon ausgehen, dass der Ritter von Birkenstein in diesem schon keine Rolle mehr gespielt hat und die Burg aufgegeben wurde. Heute kann man die ehemalige Burg nur noch erahnen. Lediglich der Burggraben und eine mit Hochwald bewachsene Mauer sind erkennbar.

### Amt Birkenstein
Eine genaue Angabe zum Umfang des Burgbezirkes und späteren Amtes Birkenstein kann nicht gemacht werden. Die dazugehörigen Dörfer sind wohl schon sehr früh zum benachbarten Amt Scharfenstein gekommen. Folgende Burgmänner oder Vögte als Lehnsnehmer sind bekannt:
- 1242 Ernst von Birkenstein
- 1258 Christian (Christianus advocatus in Birkenstein)[8]
- 1290 Alexander von Berlingerode

## Adelige Familie von Birkenstein

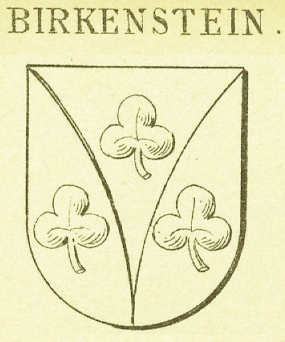
Das Wappen derer von Birkenstein

Die Herren von Birkenstein wurden vermutlich im 13. Jahrhundert von den Besitzern der Burg Birkenstein als Burgherren eingesetzt, nach der sie sich benannten. Nach Siebmachers Wappenbuch sollen sie noch im 15. und 16. Jahrhundert im Eichsfeld begütert gewesen sein und sind danach erloschen. Das Wappen zeigt eine gestürzte Spitze und in jedem Feld ein Kleeblatt. Folgende Vertreter sind nachgewiesen:
- 1209 Reinher von Birkungen oder Birkenstein
- 1242 Ernst von Birkenstein
- 1256 Adelheid von Birkenstein, Tochter von Ernst (und Nichte von Hugo von Salza), schenkte 1½ Hufen und einen Hof zu Breitenholz an das Kloster Reifenstein als Ersatz des Schadens, welchen ihre Vorfahren diesem Kloster zugefügt haben[11]
- 1266 Burchard von Birkenstein[12]

## Sage
Bis heute hat die Sage der Kellerjungfrau zu Birkenstein eine große Rolle im Ort Birkungen:
Eines Tages soll die Burg Birkenstein von wütenden Bürgern des Ortes überfallen worden sein. Alle Bewohner der Burg bis auf eine Jungfrau konnten entfliehen. Diese versteckte sich im Vorratskeller der Burg und wartete, bis die Bauern verschwunden waren. Doch dann zog ein Sturm auf, der die Burg verwüstete. Erst als der Sturm vorüber war, schaffte es die Kellerjungfrau mühevoll nach draußen zu gelangen. Sie rannte in das Dorf, um nach der gräflichen Familie zu suchen. Mit einem Reisigbesen in der Hand befragte sie die Bewohner, doch diese gaben ihr die Nachricht, dass der Ritter von Birkenstein in der Schlacht bei Frankenhausen umgekommen sei. Nie wurde erzählt, dass die Kellerjungfrau gestorben sei – das Gegenteil ist der Fall: noch jüngere Generationen erzählen, dass sie die Jungfrau mit dem Reisigbesen gesehen haben wollen.